# 스티븐 맥해티
스티븐 맥해티(Stephen McHattie, 1947년 2월 3일 ~ )는 캐나다의 배우이다.

## 출연 작품

### 영화
- 붉은 남작 (1971)
- 최후의 용사 (1975)
- 죽음의 계곡 (1982)
- 콜 미 (1988)
- 제로니모 (1993)
- 비버리 힐스 캅 3 (1994)
- 베이스켓볼 (1998)
- 세크리터리 (2002)
- 폭력의 역사 (2005)
- 천년을 흐르는 사랑 (2006)
- 커버넌트 (2006)
- 300 (2007)
- 보이즈 게임 (2007)
- 거침없이 쏴라! 슛 뎀 업 (2007)
- 왓치맨 (2009)
- 폰티풀 (2009)
- 2012 (2009)
- 신들의 전쟁 (2011)
- 톨 맨 (2012)
- 리틀 비트 좀비 (2012)
- 악령 (2013)
- 울브스 (2014)
- 디아블로 어둠의 파수꾼 (2014)
- 본 투 비 블루 (2015)
- 페이 더 고스트 (2015)
- 마더! (2017)
- 데스 위시 (2018)
- 라비드 (2019) - 닥터 케로이드 역
- 드림랜드 (2019, Dreamland)
- 컴 투 대디: 30년만의 재회 (2019, Come to Daddy)
- 타겟 넘버 원 (2020, Target Number One)